# Cystopteridaceae
Cystopteridaceae é uma família de samambaias (Polypodiopsida) da ordem Polypodiales, classificada pela Pteridophyte Phylogeny Group 2016 como pertencente à subordem Aspleniineae (Eupolypods II) , cuja uma das sinapomorfias da subordem é a presença de dois feixes vasculares na vasculatura do pecíolo  . As samambaias (Polypodiopsida) e licófitas (Lycopodiopsida) eram conhecidas como Pteridófitas, termo em desuso empregado para reunir plantas vasculares esporangiadas que não formam sementes e frutos. No entanto, licófitas e samambaias não formam um grupo monofilético, estando as Polypodiopsidas mais intimamente relacionadas às Angiospermas e Gimnospermas. As samambaias são predominantemente homosporadas com gametófitos hermafroditas, não havendo, portanto, uma diferenciação entre megásporos e micrósporos. Há duas principais sinapomorfias de Polypodiopsida: a presença de um sifonostelo anfiflóico e um protoxilema mesarco. Outra característica do grupo, variável entre as subclasses, diz respeito aos esporângios que podem ser eusporângios, como ocorre nas linhagens Equisetidae, Ophioglossidae e Marattiidae, ou leptosporângios, sinapomorfia de Polypodiidae. A subclasse Polypodiidae inclui grande parte da diversidade de samambaias. Sua morfologia foliar é pinada, ou divisões mais complexas como folhas bipinadas ou tripinadas, com vernação circinada e formação de báculos. Na face abaxial foliar, encontram-se os soros (grupo de leptosporângios) que, durante seu desenvolvimento, podem estar protegidos pelo indúsio (projeções da epiderme) ou por um falso indúsio (dobramento foliar). Os esporos, ao serem liberados no ambiente, formam o protalo (gametófito de vida curta). Um aspecto importante dessas plantas é a presença de rizomas comumente rastejantes, mas que também podem ser eretos ou subterrâneos. Entre as ordens de Polypodiidae, destaca-se Polypodiales por englobar as principais linhagens de samambaias, sendo Cystopteridaceae uma das 26 famílias que integram a ordem.

## Família Cystopteridaceae

Espécime seco e prensado de Gymnocarpium dryopteris

A família apresenta três gêneros: Acystopteris, Cystopteris e Gymnocarpium, mas por semelhanças morfológicas, discute-se também afinidades com o gênero Cystoathyrium, endêmico da China. Dentro dos gêneros de Cystopteridaceae, as relações em nível de espécie permanecem incertas, mas atualmente se considera que cerca de 37 espécies compõem a família. Apesar dos gêneros Cystopteris e Gymnocarpium serem comuns, sua ocorrência e amplitude geográfica limitou as investigações sistemáticas. No entanto, evidências moleculares apontam para um agrupamento monofilético entre os gêneros Cystopteris Bernh, Acystopteris Nakai, Gymnocarpium Newman e Cystoathyrium Ching, os quais divergem profundamente de seus parentes mais próximos de Aspleniineae, compondo a família Cystopteridaceae. As samambaias de Cystopteridaceae são plantas de pequeno a médio porte, com rizomas frequentemente rasteiros (ou pouco ascendentes), subterrâneos ou raramente eretos, encontradas normalmente em florestas temperadas. Suas folhas apresentam lâminas pinadas a tripinadas, com nervuras livres e soros arredondados, dispostos dorsalmente nas nervuras, havendo pouco ou nenhum indúsio recobrindo-os.

## Morfologia

### Hábito, Raízes e Folhas
As Cystopteridaceae são plantas terrestres perenes, mas encontradas também em fendas rochosas, com preferência por locais úmidos, sombreados e protegidos, normalmente às margens d’água, podendo chegar até 40 cm de altura. 

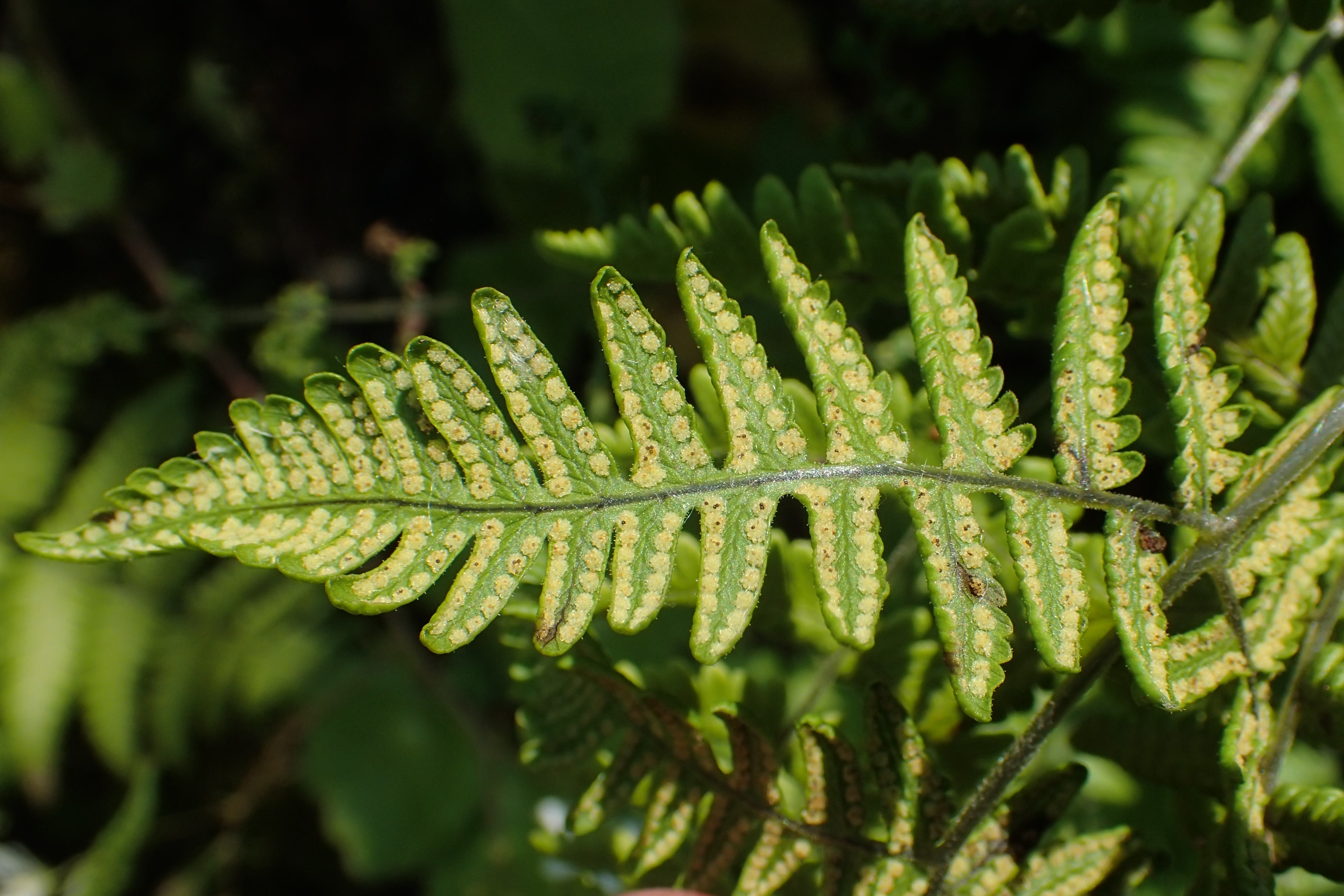
Gymnocarpium robertianum do Jardim Botânico da Universidade de de Göttingen, Alemanha

 Com relação ao sistema radicular encontrado em Cystopteridaceae, suas raízes são escuras, não proliferativas, em forma de arame e inseridas radialmente no caule. Uma característica da família são seus rizomas subterrâneos curtos, comumente rastejantes (ou suberetos) e ramificados. Possuem folhas fasciculadas verdes sem cobertura de mucilagem, dispostas espiraladamente. As nervuras são livres e seguem até às margens das folhas. Seus soros são dorsais nas nervuras, numerosos, pequenos e arredondados. As Cystopteridaceae apresentam esporângios com hastes de duas ou três células e seus esporos são amarronzados e elipsóides. Seus pecíolos são estreitos, contendo dois feixes vasculares. Uma característica particular da linhagem que a distingue de outras famílias de Polypodiales diz respeito à presença de indúsio protegendo os leptosporângios, sendo encontrado pouco indúsio ou nenhum, como no gênero Cystopteris e Gymnocarpium respectivamente.

## Evolução, Filogenia e Taxonomia

### Evolução
A família de samabaias Cystopteridaceae foi o primeiro ramo a divergir do clado Eupolypods II cerca de 100 milhões de anos atrás (Cretácico Superior).

### Filogenia
As relações filogenéticas de Cystopteridaceae ainda são controversas, mas os gêneros Acystopteris e Cystopteris têm sido considerados parentes próximos, e antes do crescimento de evidências moleculares, Cystopteris e Gymnocarpium não eram considerados intimamente relacionados, sendo colocados como pertencentes às linhagens de samambaias Dryopteroid. Na primeira década dos anos 2000, foi reconhecido o parentesco entre os gêneros, mas ainda eram agrupados em linhagens distantemente relacionadas, como membros de Athyriaceae, havendo ressalvas às samambaias que possuíam diferenças morfológicas dos demais grupos presentes nessas linhagens e, portanto, suas posições filogenéticas eram incertas. As relações filogenéticas entre os gêneros de Cystopteridaceae só foram claramente compreendidas recentemente. Foram encontradas evidências morfológicas de que Cystopteris e Gymnocarpium são parentes próximos e evolutivamente distintos daquelas linhagens antes pertencentes. A família então ganhou importância no clado Eupolypods II e representa agora uma linhagem que compartilha ancestrais com samambaias que existiam há cerca de 100 milhões de anos. Juntos, os gêneros agrupam cerca de 37 espécies já descritas. Dados moleculares mostram que Acystopteris é irmã de Cystopteris.
|  | Diplaziopsidaceae                                               |
|  |                                                                 |
|  | \| \| Aspleniaceae \| \| \| \| \| \| Hemidictyaceae \| \| \| \| |
|  |                                                                 |
|  | Aspleniaceae                                                    |
|  |                                                                 |
|  | Hemidictyaceae                                                  |
|  |                                                                 |

|  | Aspleniaceae   |
|  |                |
|  | Hemidictyaceae |
|  |                |

|  | Diplaziopsidaceae                                               |
|  |                                                                 |
|  | \| \| Aspleniaceae \| \| \| \| \| \| Hemidictyaceae \| \| \| \| |
|  |                                                                 |
|  | Aspleniaceae                                                    |
|  |                                                                 |
|  | Hemidictyaceae                                                  |
|  |                                                                 |

|  | Aspleniaceae   |
|  |                |
|  | Hemidictyaceae |
|  |                |

|  | \| \| Onocleaceae \| \| \| \| \| \| Blechnaceae \| \| \| \| |
|  |                                                             |
|  | Athyriaceae                                                 |
|  |                                                             |
|  | Onocleaceae                                                 |
|  |                                                             |
|  | Blechnaceae                                                 |
|  |                                                             |

|  | Onocleaceae |
|  |             |
|  | Blechnaceae |
|  |             |

|  | \| \| Onocleaceae \| \| \| \| \| \| Blechnaceae \| \| \| \| |
|  |                                                             |
|  | Athyriaceae                                                 |
|  |                                                             |
|  | Onocleaceae                                                 |
|  |                                                             |
|  | Blechnaceae                                                 |
|  |                                                             |

|  | Onocleaceae |
|  |             |
|  | Blechnaceae |
|  |             |

|  | \| \| Onocleaceae \| \| \| \| \| \| Blechnaceae \| \| \| \| |
|  |                                                             |
|  | Athyriaceae                                                 |
|  |                                                             |
|  | Onocleaceae                                                 |
|  |                                                             |
|  | Blechnaceae                                                 |
|  |                                                             |

|  | Onocleaceae |
|  |             |
|  | Blechnaceae |
|  |             |

|  | \| \| Onocleaceae \| \| \| \| \| \| Blechnaceae \| \| \| \| |
|  |                                                             |
|  | Athyriaceae                                                 |
|  |                                                             |
|  | Onocleaceae                                                 |
|  |                                                             |
|  | Blechnaceae                                                 |
|  |                                                             |

|  | Onocleaceae |
|  |             |
|  | Blechnaceae |
|  |             |

|  | Diplaziopsidaceae                                               |
|  |                                                                 |
|  | \| \| Aspleniaceae \| \| \| \| \| \| Hemidictyaceae \| \| \| \| |
|  |                                                                 |
|  | Aspleniaceae                                                    |
|  |                                                                 |
|  | Hemidictyaceae                                                  |
|  |                                                                 |

|  | Aspleniaceae   |
|  |                |
|  | Hemidictyaceae |
|  |                |

|  | Diplaziopsidaceae                                               |
|  |                                                                 |
|  | \| \| Aspleniaceae \| \| \| \| \| \| Hemidictyaceae \| \| \| \| |
|  |                                                                 |
|  | Aspleniaceae                                                    |
|  |                                                                 |
|  | Hemidictyaceae                                                  |
|  |                                                                 |

|  | Aspleniaceae   |
|  |                |
|  | Hemidictyaceae |
|  |                |

|  | \| \| Onocleaceae \| \| \| \| \| \| Blechnaceae \| \| \| \| |
|  |                                                             |
|  | Athyriaceae                                                 |
|  |                                                             |
|  | Onocleaceae                                                 |
|  |                                                             |
|  | Blechnaceae                                                 |
|  |                                                             |

|  | Onocleaceae |
|  |             |
|  | Blechnaceae |
|  |             |

|  | \| \| Onocleaceae \| \| \| \| \| \| Blechnaceae \| \| \| \| |
|  |                                                             |
|  | Athyriaceae                                                 |
|  |                                                             |
|  | Onocleaceae                                                 |
|  |                                                             |
|  | Blechnaceae                                                 |
|  |                                                             |

|  | Onocleaceae |
|  |             |
|  | Blechnaceae |
|  |             |

|  | \| \| Onocleaceae \| \| \| \| \| \| Blechnaceae \| \| \| \| |
|  |                                                             |
|  | Athyriaceae                                                 |
|  |                                                             |
|  | Onocleaceae                                                 |
|  |                                                             |
|  | Blechnaceae                                                 |
|  |                                                             |

|  | Onocleaceae |
|  |             |
|  | Blechnaceae |
|  |             |

|  | \| \| Onocleaceae \| \| \| \| \| \| Blechnaceae \| \| \| \| |
|  |                                                             |
|  | Athyriaceae                                                 |
|  |                                                             |
|  | Onocleaceae                                                 |
|  |                                                             |
|  | Blechnaceae                                                 |
|  |                                                             |

|  | Onocleaceae |
|  |             |
|  | Blechnaceae |
|  |             |

|  | Diplaziopsidaceae                                               |
|  |                                                                 |
|  | \| \| Aspleniaceae \| \| \| \| \| \| Hemidictyaceae \| \| \| \| |
|  |                                                                 |
|  | Aspleniaceae                                                    |
|  |                                                                 |
|  | Hemidictyaceae                                                  |
|  |                                                                 |

|  | Aspleniaceae   |
|  |                |
|  | Hemidictyaceae |
|  |                |

|  | Diplaziopsidaceae                                               |
|  |                                                                 |
|  | \| \| Aspleniaceae \| \| \| \| \| \| Hemidictyaceae \| \| \| \| |
|  |                                                                 |
|  | Aspleniaceae                                                    |
|  |                                                                 |
|  | Hemidictyaceae                                                  |
|  |                                                                 |

|  | Aspleniaceae   |
|  |                |
|  | Hemidictyaceae |
|  |                |

|  | \| \| Onocleaceae \| \| \| \| \| \| Blechnaceae \| \| \| \| |
|  |                                                             |
|  | Athyriaceae                                                 |
|  |                                                             |
|  | Onocleaceae                                                 |
|  |                                                             |
|  | Blechnaceae                                                 |
|  |                                                             |

|  | Onocleaceae |
|  |             |
|  | Blechnaceae |
|  |             |

|  | \| \| Onocleaceae \| \| \| \| \| \| Blechnaceae \| \| \| \| |
|  |                                                             |
|  | Athyriaceae                                                 |
|  |                                                             |
|  | Onocleaceae                                                 |
|  |                                                             |
|  | Blechnaceae                                                 |
|  |                                                             |

|  | Onocleaceae |
|  |             |
|  | Blechnaceae |
|  |             |

|  | \| \| Onocleaceae \| \| \| \| \| \| Blechnaceae \| \| \| \| |
|  |                                                             |
|  | Athyriaceae                                                 |
|  |                                                             |
|  | Onocleaceae                                                 |
|  |                                                             |
|  | Blechnaceae                                                 |
|  |                                                             |

|  | Onocleaceae |
|  |             |
|  | Blechnaceae |
|  |             |

|  | \| \| Onocleaceae \| \| \| \| \| \| Blechnaceae \| \| \| \| |
|  |                                                             |
|  | Athyriaceae                                                 |
|  |                                                             |
|  | Onocleaceae                                                 |
|  |                                                             |
|  | Blechnaceae                                                 |
|  |                                                             |

|  | Onocleaceae |
|  |             |
|  | Blechnaceae |
|  |             |

|  | Diplaziopsidaceae                                               |
|  |                                                                 |
|  | \| \| Aspleniaceae \| \| \| \| \| \| Hemidictyaceae \| \| \| \| |
|  |                                                                 |
|  | Aspleniaceae                                                    |
|  |                                                                 |
|  | Hemidictyaceae                                                  |
|  |                                                                 |

|  | Aspleniaceae   |
|  |                |
|  | Hemidictyaceae |
|  |                |

|  | Diplaziopsidaceae                                               |
|  |                                                                 |
|  | \| \| Aspleniaceae \| \| \| \| \| \| Hemidictyaceae \| \| \| \| |
|  |                                                                 |
|  | Aspleniaceae                                                    |
|  |                                                                 |
|  | Hemidictyaceae                                                  |
|  |                                                                 |

|  | Aspleniaceae   |
|  |                |
|  | Hemidictyaceae |
|  |                |

|  | \| \| Onocleaceae \| \| \| \| \| \| Blechnaceae \| \| \| \| |
|  |                                                             |
|  | Athyriaceae                                                 |
|  |                                                             |
|  | Onocleaceae                                                 |
|  |                                                             |
|  | Blechnaceae                                                 |
|  |                                                             |

|  | Onocleaceae |
|  |             |
|  | Blechnaceae |
|  |             |

|  | \| \| Onocleaceae \| \| \| \| \| \| Blechnaceae \| \| \| \| |
|  |                                                             |
|  | Athyriaceae                                                 |
|  |                                                             |
|  | Onocleaceae                                                 |
|  |                                                             |
|  | Blechnaceae                                                 |
|  |                                                             |

|  | Onocleaceae |
|  |             |
|  | Blechnaceae |
|  |             |

|  | \| \| Onocleaceae \| \| \| \| \| \| Blechnaceae \| \| \| \| |
|  |                                                             |
|  | Athyriaceae                                                 |
|  |                                                             |
|  | Onocleaceae                                                 |
|  |                                                             |
|  | Blechnaceae                                                 |
|  |                                                             |

|  | Onocleaceae |
|  |             |
|  | Blechnaceae |
|  |             |

|  | \| \| Onocleaceae \| \| \| \| \| \| Blechnaceae \| \| \| \| |
|  |                                                             |
|  | Athyriaceae                                                 |
|  |                                                             |
|  | Onocleaceae                                                 |
|  |                                                             |
|  | Blechnaceae                                                 |
|  |                                                             |

|  | Onocleaceae |
|  |             |
|  | Blechnaceae |
|  |             |

### Taxonomia
O gênero Acystopteris inclui três espécies, distribuídas no leste tropical do continente asiático, ao passo que Gymnocarpium conta com sete espécies de distribuição boreal, comuns nas regiões temperadas do norte e, Cystopteris, por sua vez, apresenta aproximadamente 27 espécies, as quais se distribuem majoritariamente em áreas temperadas montanhosas, sendo o único gênero presente na América do Sul. De acordo com a Pteridophyte Phylogeny Group (PPG), as Cystopteridaceae são classificadas como:
- Reino: Plantae
- Clado: Traqueófitos
- Divisão: Polypodiophyta
- Classe: Polipodiopsida
- Ordem: Polypodiales
  - Subordem: Aspleniineae
    - Família: Cystopteridaceae
      - Genêros:

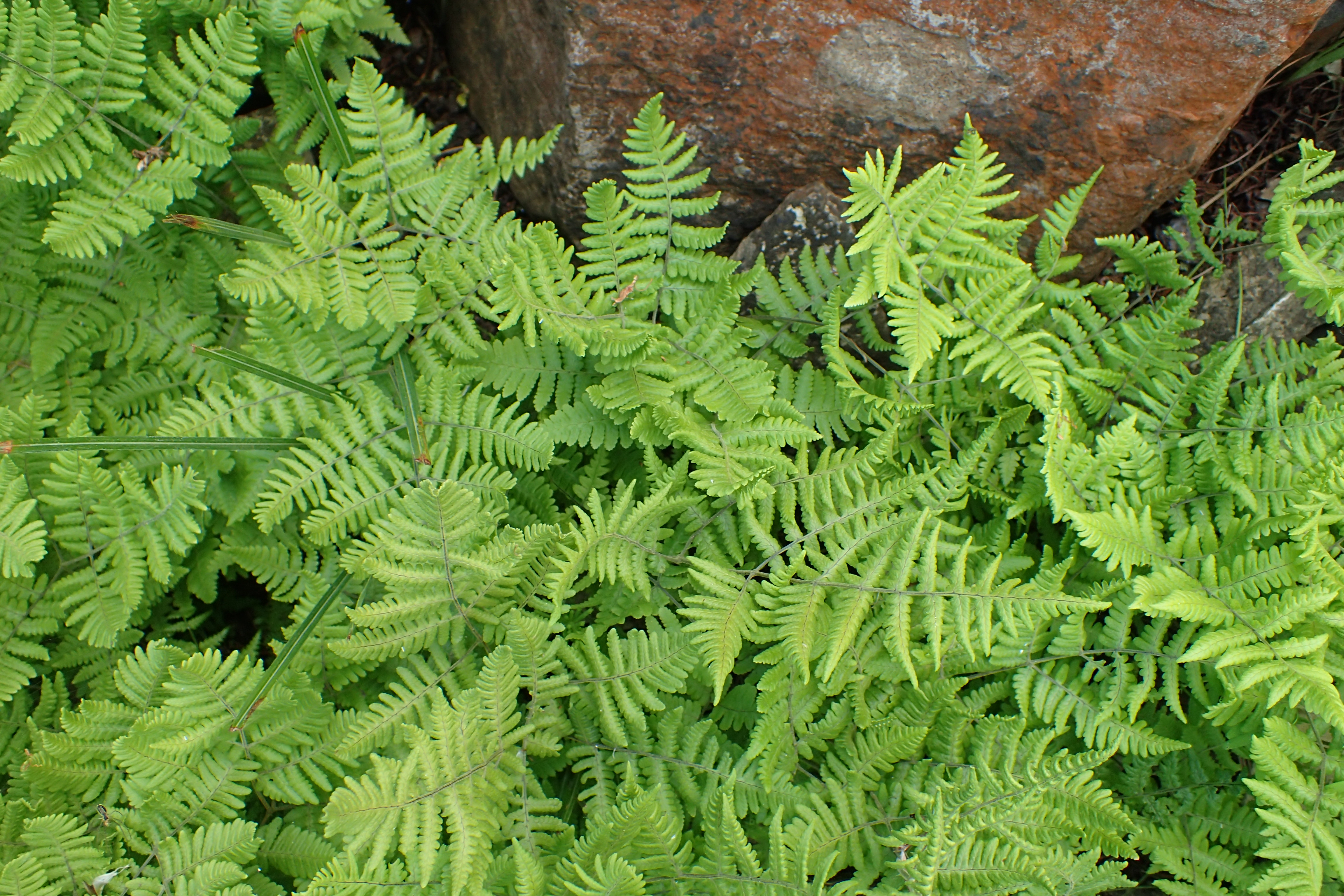
Gymnocarpium robertianum no Jardim Botânico em Dahlem, Berlin.

        - Gymnocarpium Newman: 7 espécies
        - Acystopteris Nakai: 3 espécies
        - Cystopteris Bernh: 27 espécies

## Ecologia
Sua distribuição ocorre principalmente em florestas temperadas do Hemisfério Norte, especialmente Cystopteris e Gymnocarpium, com a tendência em ocupar habitats montanhosos. Já foram reportados representantes dessa família nas Américas, na Europa e Ásia, além do leste e sul da África, Oceania e em ilhas rochosas oceânicas. No Brasil, há registros dessa espécie em diversos estados brasileiros, principalmente no Sul e Sudeste, mas também há ocorrência na Paraíba, Goiás e Mato Grosso.

## Domínios e Estados de Ocorrência no Brasil
No Brasil, os domínios fitogeográficos em que as espécies de Cystopteridaceae foram identificadas são o Cerrado, Mata Atlântica e Pampa. Com relação aos tipos de vegetação, integram áreas de Floresta Ciliar ou Galeria e Floresta Ombrófila (Floresta Pluvial). Há ocorrências confirmadas na região Centro-Oeste (Goiás e Mato Grosso), Sudeste (Minas Gerais) e Sul (Rio Grande do Sul e Santa Catarina). Entre os representantes, o gênero Cystopteris Bernh é descrito no Centro-Oeste e Sul, a espécie Cystopteris diaphana (Bory) Blasdell é identificada nas três regiões brasileiras citadas, enquanto a Cystopteris ulei Christ parece ocorrer apenas no Centro-Oeste. Entre os gêneros de Cystopteridaceae, Cystopteris e Gymnocarpium são dominados por taxa amplamente distribuídos (cosmopolitas), sendo a espécie Cystopteris fragilis o exemplo mais marcante: há ocorrência em todos os continentes, exceto na Antártida, sendo encontrada, no Brasil, no estados de Rio de Janeiro e Santa Catarina.

## Perspectivas em estudos sobre Cystopteridaceae
Na biologia sistemática, Cystopteridaceae representa um promissor ponto de partida para se investigar os processos de evolução poliplóide que, na família, permanecem sexuais, não sendo associados à apogamia ou apomixia. Em particular, os gêneros Cystopteris e Gymnocarpium possuem uma extensa hibridização e poliploidia (alopoliploidia) entre linhagens morfologicamente semelhantes. Porém, há uma escassez na ecologia dessas samambaias sobre dados a respeito da diversidade de citótipos (populações de plantas com ploidias diferentes) e seus padrões de distribuição. Ainda, considerando a aceitação tardia de Cystopteridaceae como uma família distinta, há muitas linhagens não reconhecidas entre os gêneros, apesar da sua distribuição mundial e rica variação morfológica. Então, desvendar as linhagens de Cystopteridaceae pode contribuir sobre as posições filogenéticas de seus representantes.

## Galeria

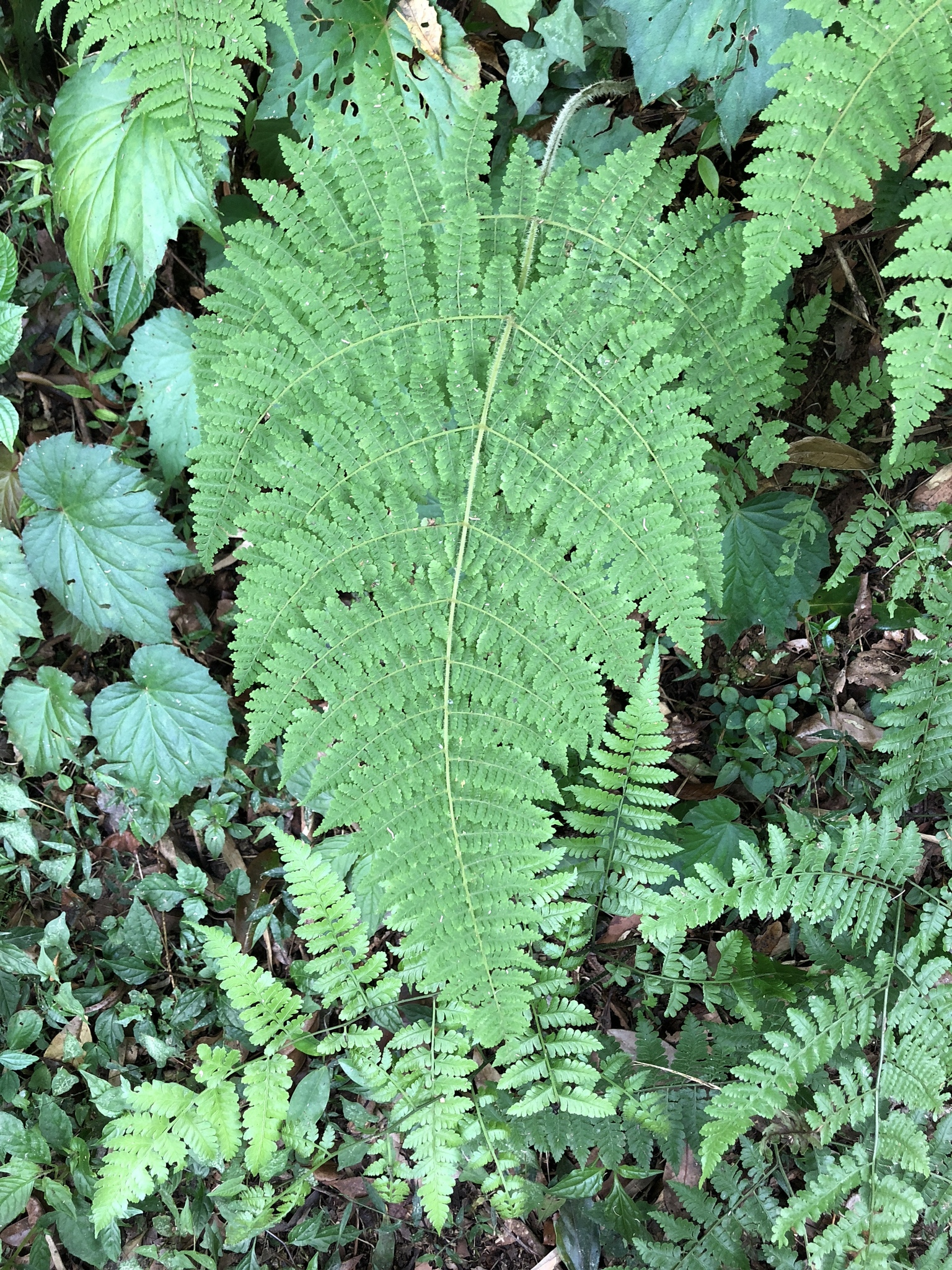
Acystopteris tenuisecta
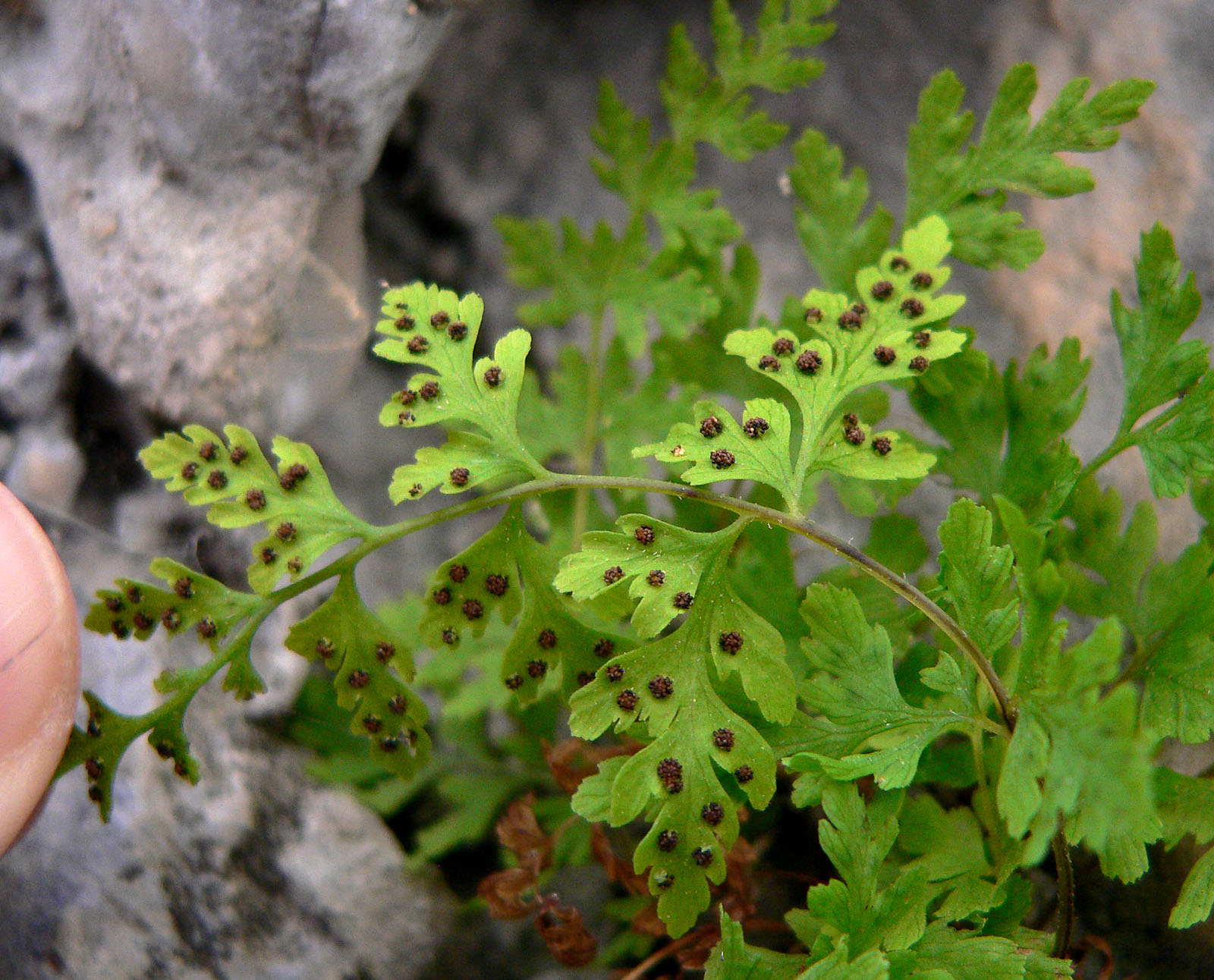
Cystopteris fragilis
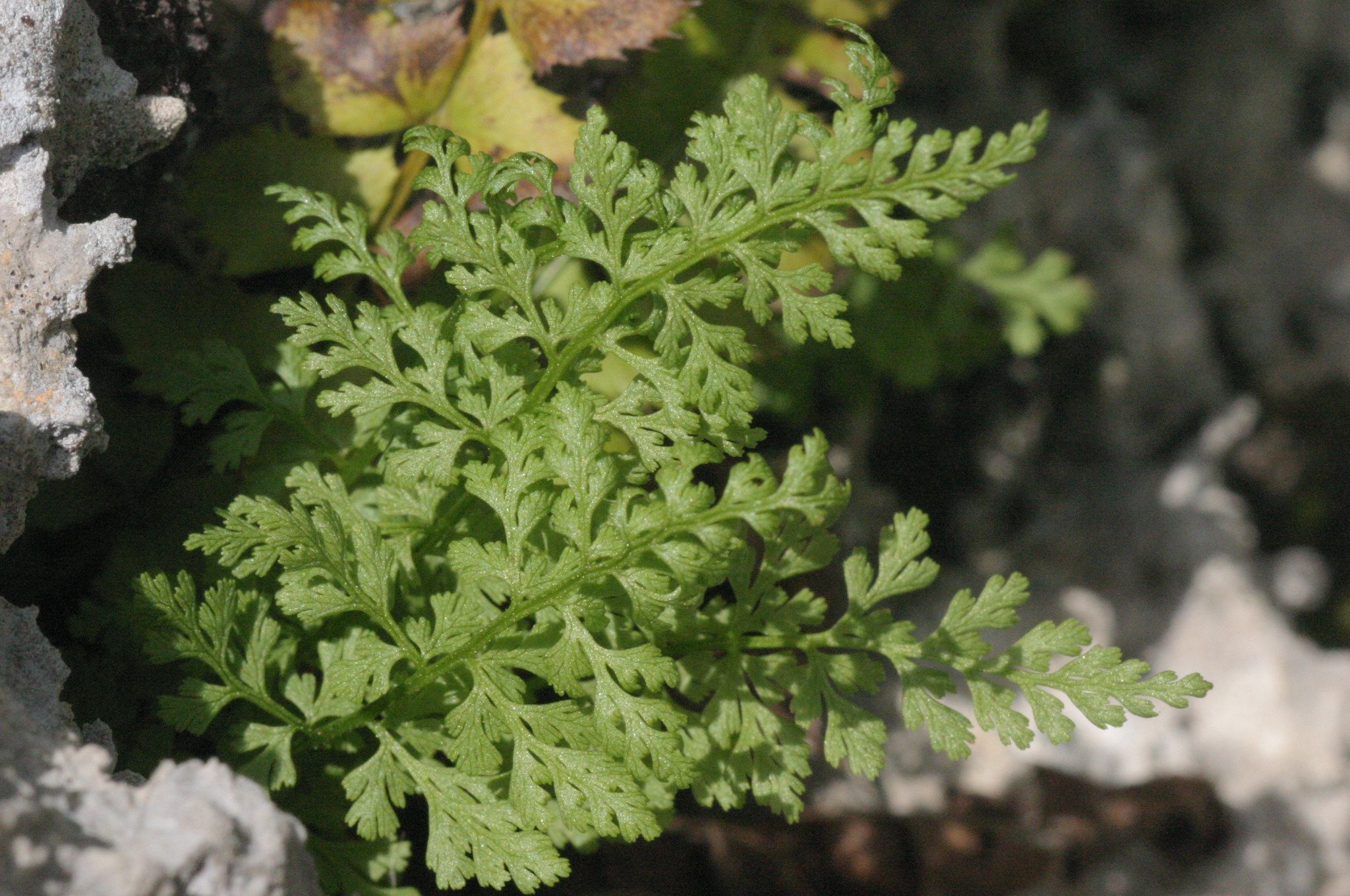
Cystopteris alpina
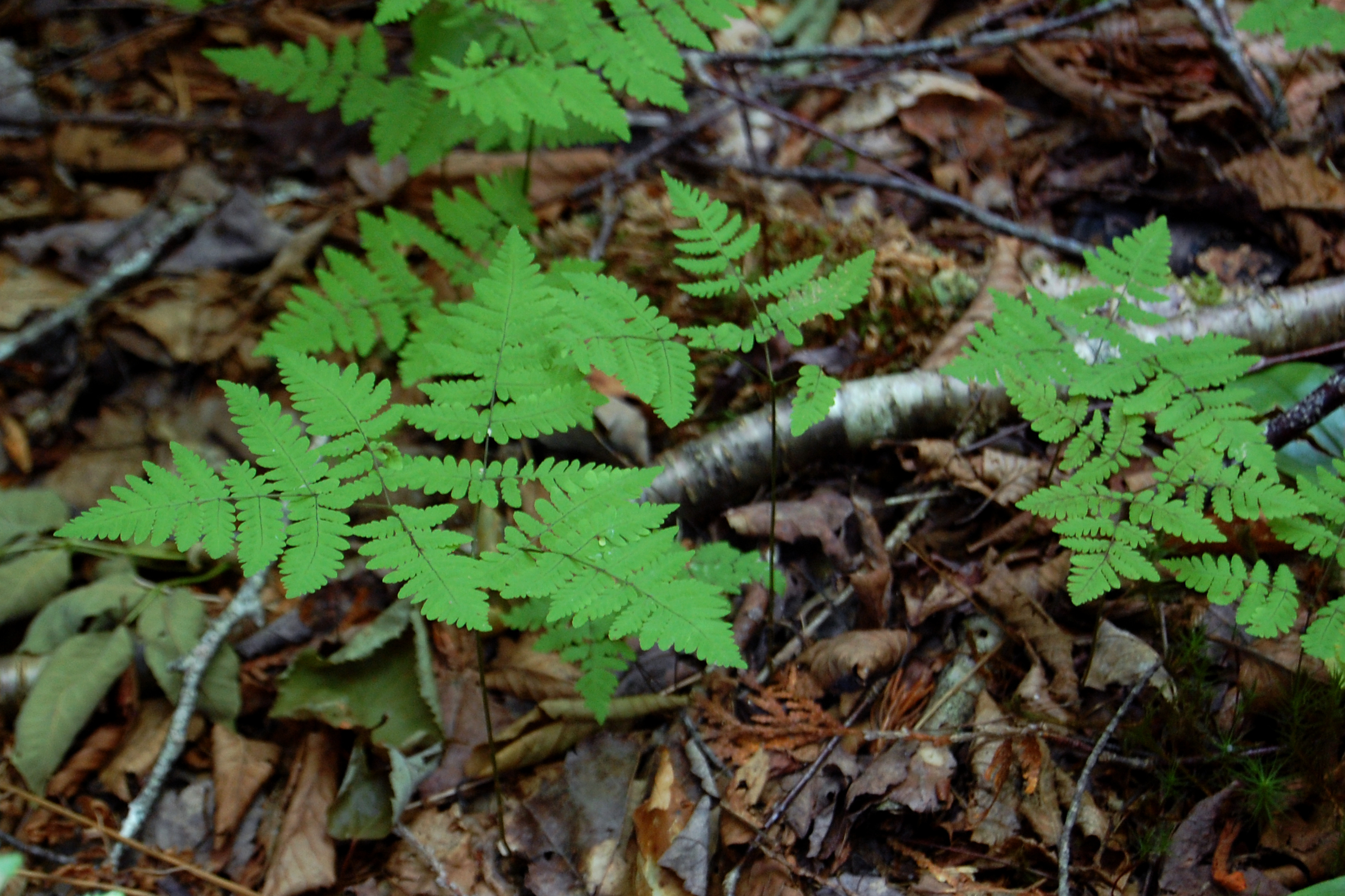
Gymnocarpium dryopteris
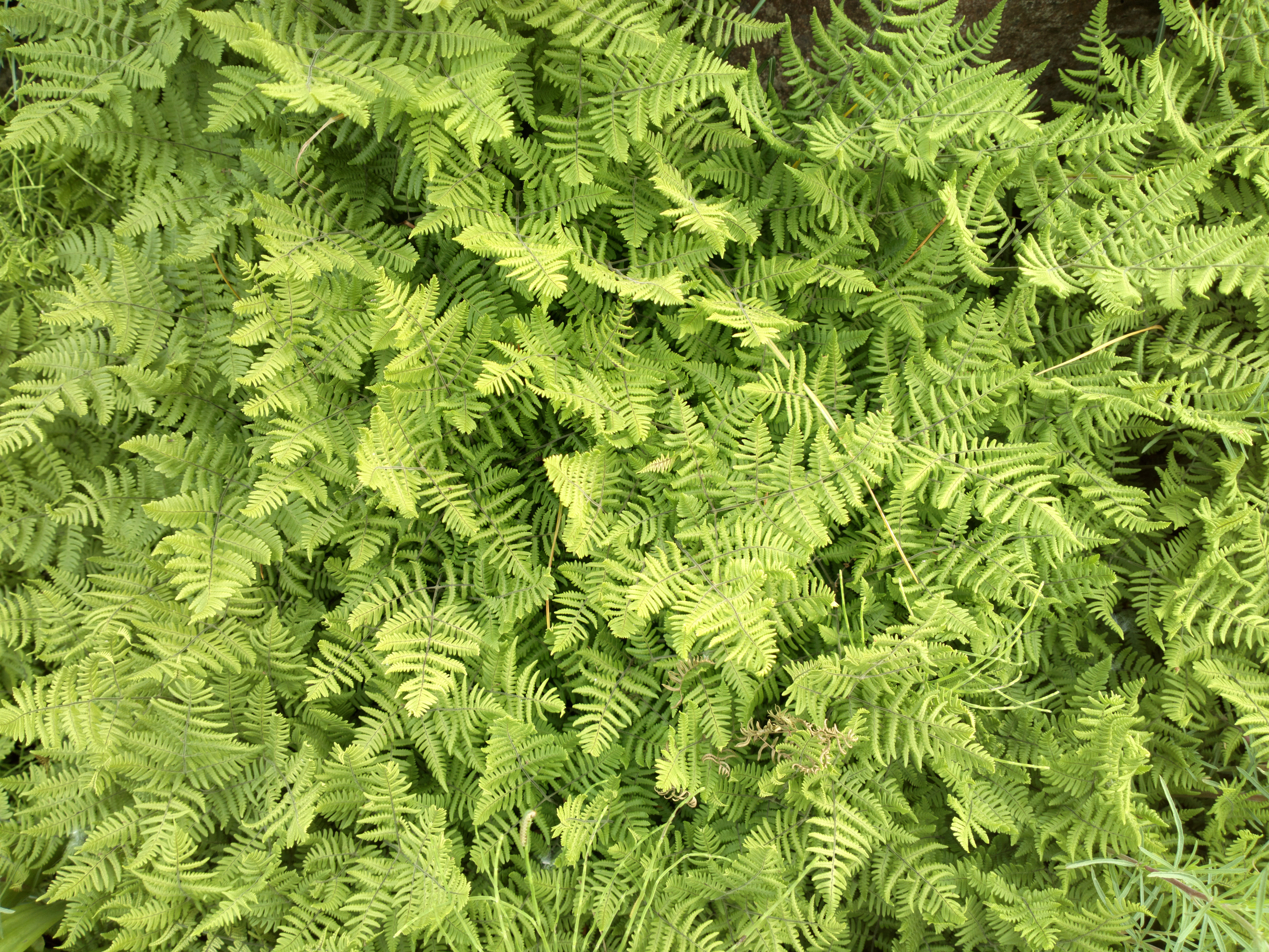
Gymnocarpium robertianum